# TLC (groupe)
Pour les articles homonymes, voir TLC.
TLC est un groupe féminin américain de R&B originaire d'Atlanta composé de Tionne « T-Boz » Watkins, Lisa « Left Eye » Lopes et Rozonda « Chili » Thomas. L'une de ses membres, Lisa Lopes alias « Left Eye », est décédée dans un accident de voiture en 2002.
Au total, TLC a eu dix singles classés dans le Top 10 aux États-Unis dont quatre classés numéro 1 : Waterfalls, Creep, No Scrubs et Unpretty, ainsi que quatre opus certifiés multiplatine. C'est le seul groupe féminin aux États-Unis à avoir été certifié 11 fois disque de platine par la Recording Industry Association of America (RIAA) pour l'album CrazySexyCool (1994).
TLC est le premier groupe de R&B dans l'histoire à recevoir la certification « million » par Recording Industry Association of Japan (RIAJ) pour l'album FanMail (1999). Le groupe a également remporté cinq Grammy Awards, cinq MTV Video Music Awards et cinq Soul Train Music Awards et vendu 85 millions de disques dans le monde. TLC reste à ce jour[Quand ?] le groupe féminin américain ayant vendu le plus de disques, et deuxième au niveau international devancé uniquement par le groupe britannique des Spice Girls,,,,,.
Le groupe marque toute une génération pour son mélange de diverses sonorités et est considéré comme culte,. Le clip vidéo No Scrubs, réalisé par Hype Williams, est récompensé par le MTV Video Music Award de la meilleure vidéo d'un groupe,,.

## Biographie

### 1990–1993: Débuts etOoooooohhh... On the TLC Tip
Le trio, originaire d'Atlanta, Géorgie, a commencé sa carrière en 1992 à la suite d'un concours de circonstances. En effet, à l'origine, c'est une certaine Crystal Jones qui a passé une annonce pour recruter deux autres membres pour le groupe R&B qu'elle voulait monter. Tionne Watkins a été la première à répondre à l'annonce, suivie de Lisa Lopes, une rappeuse de Philadelphie fraîchement débarquée à Atlanta.
Les trois membres du groupe forment alors 2nd Nature et partent se présenter à plusieurs auditions. La plus importante étant celle avec Perri « Peebles » Reid, chanteuse, mais surtout épouse du célèbre producteur Antonio « L.A. » Reid, ce dernier ayant fondé, quelques années plus tôt, avec son ami Babyface, le label LaFace Records.
Toujours en 1992, elles font une apparition dans le clip de Whitney Houston « I'm every woman », qui est une reprise d'une chanson de Chaka Khan sortie en 1978.
Le groupe plaît et LaFace Records décide de le signer sur son label, à l'unique condition de remplacer Crystal Jones. C'est Rozonda Thomas qui est choisie et le nom TLC, qui était l’acronyme de chacun des prénoms (Tionne, Lisa & Crystal), est conservé. Chaque fille aura désormais un surnom, T-Boz pour Tionne, Left Eye pour Lisa Lopes et Chilli (« aussi piquante que du chili / piment ») pour Rozonda.
Le groupe suit alors d'intenses répétitions et travaille avec les producteurs importants du moment, tels que Dallas Austin, Jermaine Dupri ou encore Marley Marl.
La carrière du trio décolle avec la sortie de son 1er enregistrement : Ooooooohhh... On the TLC Tip, qui parut le 25 février 1992 et contenant les singles Ain't 2 Proud 2 Beg, Baby-Baby-Baby, What About Your Friends et Hat 2 da Back, s'est classé 3e au Top R&B/Hip-Hop Albums et 14e au Billboard 200, a été certifié quadruple disque de platine par la RIAA le 1er mai 1996. L'opus marque toute une génération pour son mélange de diverses sonorités et est considéré comme culte,.

### 1994–1999: Succès phénoménal avecCrazySexyCool
Le 15 novembre 1994, le groupe publie un deuxième opus, CrazySexyCool, soutenu par les singles Creep (no 1 dans de nombreux pays), Waterfalls (no 1 dans de nombreux pays), Redlight Special (no 1 dans de nombreux pays) et Diggin'On You (no 1 dans de nombreux pays), qui a été certifié 12 fois disque de platine par la Recording Industry Association of America (RIAA) avec 12 millions de copies écoulées aux États-Unis. Il s'est vendu entre 22 et 23 millions d'exemplaires dans le monde,,. CrazySexyCool s'est classé 2e au Top R&B/Hip-Hop Albums et 3e au Billboard 200. Le magazine Rolling Stone l'a classé à la 43e place des « 100 meilleurs albums des années 1990 » et Spin, à la 51e place du « Top des 90 albums des années 1990 ».

### 1999–2001: Succès avecFanmail
Le 23 février 1999, paraît leur 3e album : FanMail,. Celui-ci, porté par les extraits au succès internationaux comme No Scrubs (no 1 dans de nombreux pays), Unpretty (no 1 dans de nombreux pays) ou encore Dear Lie, s'est classé 1er au Billboard 200 et au Top R&B/Hip-Hop Albums, a été certifié sextuple disque de platine par la Recording Industry Association of America (RIAA) le 21 juin 2000, avec plus de 9 millions de copies vendues aux États-Unis et 15 millions de copies vendues dans le monde entier. FanMail a reçu sept nominations aux 42e Grammy Awards (Enregistrement de l'année, Album de l'année, Chanson de l'année pour Unpretty, Meilleure prestation vocale pop d'un duo ou groupe, Meilleure prestation vocale R&B par un duo ou un groupe, Meilleure chanson R&B pour No Scrubs, Meilleur album R&B) et en a remporté trois (Meilleure prestation vocale R&B par un duo ou un groupe, Meilleure chanson R&B et Meilleur album R&B). Le magazine Q a intégré l'opus dans sa liste des « 50 meilleurs albums de 1999 ».
Le single No Scrubs, qui est classé no 1 dans de nombreux pays, reçoit les faveurs de la presse musicale. En 1999, le magazine britannique NME classe la chanson en 2e position des morceaux de l'année et, en 2012, au 45e rang des meilleures chansons des années 1990,. Pour le magazine américain Rolling Stone elle est no 10 des 50 meilleures chansons des années 1990 dans un classement établi en 2016.En 2017, les critiques de Billboard la placent 42e des 100 plus grandes chansons de tous les temps de groupes féminins. La chanson remporte le Grammy Award de la meilleure chanson R&B et le Grammy Award de la meilleure prestation vocale R&B par un duo ou un groupe et est nommée pour le Grammy Award de l'enregistrement de l'année en 1999. Elle gagne également le Soul Train Music Award du meilleur single R&B/Soul pour un groupe ou duo en 2000. Le clip vidéo réalisé par Hype Williams, est récompensé par le MTV Video Music Award de la meilleure vidéo d'un groupe et est considéré comme l'un des plus beaux clips de l'histoire de la musique,,.
En 2000, « Left Eye » a également réalisé un album solo : Supernova, et a fait de nombreux featurings (Jermaine Dupri, Da Brat, Missy Elliott, Mya).

### 2002–présent: Décès de Lisa Lopes et3D
Au printemps 2002, Lisa Lopes décède dans un accident de voiture au Honduras. Ses comparses T-Boz et Chilli ont fait un grand discours en l'honneur de « Left Eye » sur la chaîne musicale américaine MTV : « Nous avons grandi ensemble et nous formions une vraie famille. Aujourd'hui, nous avons perdu une sœur, la tristesse est indescriptible. »
En cette fin de année, le 12 novembre 2002, le groupe commercialise son 4eme disque 3D, qui enregistré en partie avec Lisa Lopes et contenant les singles Girl Talk, Hands Up et Damaged , s'est classé 4e au Top R&B/Hip-Hop Albums et 6e au Billboard 200, a été certifié disque de platine par la Recording Industry Association of America (RIAA) le 10 décembre 2002. 3D a reçu une nomination aux 45e Grammy Awards (Meilleure prestation vocale R&B par un duo ou un groupe pour le titre Girl Talk) et une nomination aux 46e Grammy Awards (Meilleure prestation vocale R&B par un duo ou un groupe pour la chanson Hands Up).

## Impact et héritage
Au total, TLC a eu dix singles classés dans le Top 10 aux États-Unis dont quatre classés numéro 1 : Waterfalls, Creep, No Scrubs et Unpretty, ainsi que quatre opus certifiés multiplatine. C'est le seul groupe féminin aux États-Unis à avoir été certifié 11 fois disque de platine par la Recording Industry Association of America (RIAA) pour l'album CrazySexyCool (1994).
TLC est le premier groupe de R&B dans l'histoire à recevoir la certification « million » par Recording Industry Association of Japan (RIAJ) pour l'album FanMail (1999). Le groupe a également remporté cinq Grammy Awards, cinq MTV Video Music Awards et cinq Soul Train Music Awards et vendu 85 millions de disques dans le monde. TLC reste à ce jour[Quand ?] le groupe féminin américain ayant vendu le plus de disques, et deuxième au niveau international devancé uniquement par le groupe britannique des Spice Girls,,,,,.
Le groupe marque toute une génération pour son mélange de diverses sonorités et est considéré comme culte,.
La carrière du trio décolle avec la sortie de son 1er enregistrement : Ooooooohhh... On the TLC Tip, qui paru le 25 février 1992 et contenant les singles Ain't 2 Proud 2 Beg, Baby-Baby-Baby, What About Your Friends et Hat 2 da Back, s'est classé 3e au Top R&B/Hip-Hop Albums et 14e au Billboard 200, a été certifié quadruple disque de platine par la RIAA le 1er mai 1996. L'opus marque toute une génération pour son mélange de diverses sonorités et est considéré comme culte,.
Le 15 novembre 1994, le groupe publie un deuxième opus, CrazySexyCool, soutenu par les singles Creep (no 1 dans de nombreux pays), Waterfalls (no 1 dans de nombreux pays), Redlight Special (no 1 dans de nombreux pays) et Diggin'On You (no 1 dans de nombreux pays), qui a été certifié 12 fois disque de platine par la Recording Industry Association of America (RIAA) avec 12 millions de copies écoulées aux États-Unis. Il s'est vendu entre 22 et 23 millions d'exemplaires dans le monde,,. CrazySexyCool s'est classé 2e au Top R&B/Hip-Hop Albums et 3e au Billboard 200. Le magazine Rolling Stone l'a classé à la 43e place des « 100 meilleurs albums des années 1990 » et Spin, à la 51e place du « Top des 90 albums des années 1990 ».
Le 23 février 1999, paraît leur 3e album : FanMail,. Celui-ci, porté par les extraits au succès internationaux comme No Scrubs (no 1 dans de nombreux pays), Unpretty (no 1 dans de nombreux pays) ou encore Dear Lie, s'est classé 1er au Billboard 200 et au Top R&B/Hip-Hop Albums, a été certifié sextuple disque de platine par la Recording Industry Association of America (RIAA) le 21 juin 2000, avec plus de 9 millions de copies vendues aux États-Unis et 15 millions de copies vendues dans le monde entier. FanMail a reçu sept nominations aux 42e Grammy Awards (Enregistrement de l'année, Album de l'année, Chanson de l'année pour Unpretty, Meilleure prestation vocale pop d'un duo ou groupe, Meilleure prestation vocale R&B par un duo ou un groupe, Meilleure chanson R&B pour No Scrubs, Meilleur album R&B) et en a remporté trois (Meilleure prestation vocale R&B par un duo ou un groupe, Meilleure chanson R&B et Meilleur album R&B). Le magazine Q a intégré l'opus dans sa liste des « 50 meilleurs albums de 1999 ».
Le single No Scrubs reçoit les faveurs de la presse musicale. En 1999, le magazine britannique NME classe la chanson en 2e position des morceaux de l'année et, en 2012, au 45e rang des meilleures chansons des années 1990,. Pour le magazine américain Rolling Stone elle est no 10 des 50 meilleures chansons des années 1990 dans un classement établi en 2016.En 2017, les critiques de Billboard la placent 42e des 100 plus grandes chansons de tous les temps de groupes féminins. La chanson remporte le Grammy Award de la meilleure chanson R&B et le Grammy Award de la meilleure prestation vocale R&B par un duo ou un groupe et est nommée pour le Grammy Award de l'enregistrement de l'année en 1999. Elle gagne également le Soul Train Music Award du meilleur single R&B/Soul pour un groupe ou duo en 2000. Le clip vidéo réalisé par Hype Williams, est récompensé par le MTV Video Music Award de la meilleure vidéo d'un groupe et est considéré comme l'un des plus beaux clips de l'histoire de la musique,.

## Discographie

### Albums studio
- 1992 : Ooooooohhh... On the TLC Tip (LaFace Records / Arista Records)
- 1994 : CrazySexyCool (LaFace / Arista)
- 1999 : FanMail (LaFace / Arista)
- 2002 : 3D (Arista)
- 2017 : TLC (en)

### Compilations
- 2003 : Now and Forever: The Hits
- 2007 : Crazy Sexy Hits: The Very Best of TLC
- 2009 : We Love TLC
- 2013 : TLC 20: 20th Anniversary Hits (Japon uniquement)
- 2013 : 20

## Récompenses
- American Music Awards
  - Groupe ou duo favori – Soul/Rhythm & Blues (2000)
- Billboard Music Awards
  - Artiste de l'année (1996)
  - Artiste R&B de l'année (1996)
  - Single R&B de l'année pour Creep (1996)
- Grammy Awards
  - Meilleur album R&B pour CrazySexyCool (1996)
  - Meilleure prestation vocale R&B par un duo ou un groupe pour Creep (1996)
  - Meilleur album R&B pour FanMail (2000)
  - Meilleure chanson R&B pour No Scrubs (2000)
  - Meilleure prestation vocale R&B par un duo ou un groupe pour No Scrubs (2000)
- MTV Video Music Awards
  - Meilleure vidéo R&B pour Waterfalls (1995)
  - Meilleure vidéo d'un groupe pour Waterfalls (1995)
  - Choix des téléspectateurs pour Waterfalls (1995)
  - Vidéo de l'année pour Waterfalls (1995)
  - Meilleure vidéo d'un groupe pour No Scrubs (1999)
- Soul Train Music Awards
  - Meilleur album R&B/Soul pour un groupe ou un duo pour CrazySexyCool (1996)
  - Meilleur single R&B/Soul pour Waterfalls (1996)
  - Meilleure vidéo R&B/Soul ou rap de l'année pour Waterfalls (1996)
  - Meilleur album R&B/Soul pour un groupe ou un duo pour FanMail (2000)
  - Meilleur single par un groupe ou duo pour No Scrubs (2000)